# Tjuljačinskij rajon
Il Tjuljačinskij rajon (in russo Тюлячинский район?, in tataro: Теләче районы) è un municipal'nyj rajon della Repubblica Autonoma del Tatarstan, in Russia. Istituito nel 1935, occupa una superficie di 844,1 chilometri quadrati, conta 13 736 abitanti ed è suddiviso in 13 comuni rurali. Il centro amministrativo è il villaggio di Tjuljači.